# Anumeta
Anumeta är ett släkte av fjärilar. Anumeta ingår i familjen nattflyn.

## Dottertaxa tillAnumeta, i alfabetisk ordning[1]
- Anumeta arabiae
- Anumeta arenosa
- Anumeta asiatica
- Anumeta atrosignata
- Anumeta azelikoula
- Anumeta brunnea
- Anumeta cashmirensis
- Anumeta cestina
- Anumeta cestis
- Anumeta ciliaria
- Anumeta comosa
- Anumeta denotata
- Anumeta dentistrigata
- Anumeta dentistrigatae
- Anumeta eberti
- Anumeta fractistrigata
- Anumeta fricta
- Anumeta harterti
- Anumeta henkei
- Anumeta hilgerti
- Anumeta languida
- Anumeta lineata
- Anumeta major
- Anumeta ochrea
- Anumeta palpangularis
- Anumeta parvimacula
- Anumeta popovi
- Anumeta punctata
- Anumeta quatuor
- Anumeta sabouraudi
- Anumeta sabulosa
- Anumeta spatzi
- Anumeta spilota
- Anumeta straminea
- Anumeta surcoufi
- Anumeta uniformis
- Anumeta zaza